# Oreficeria longobarda

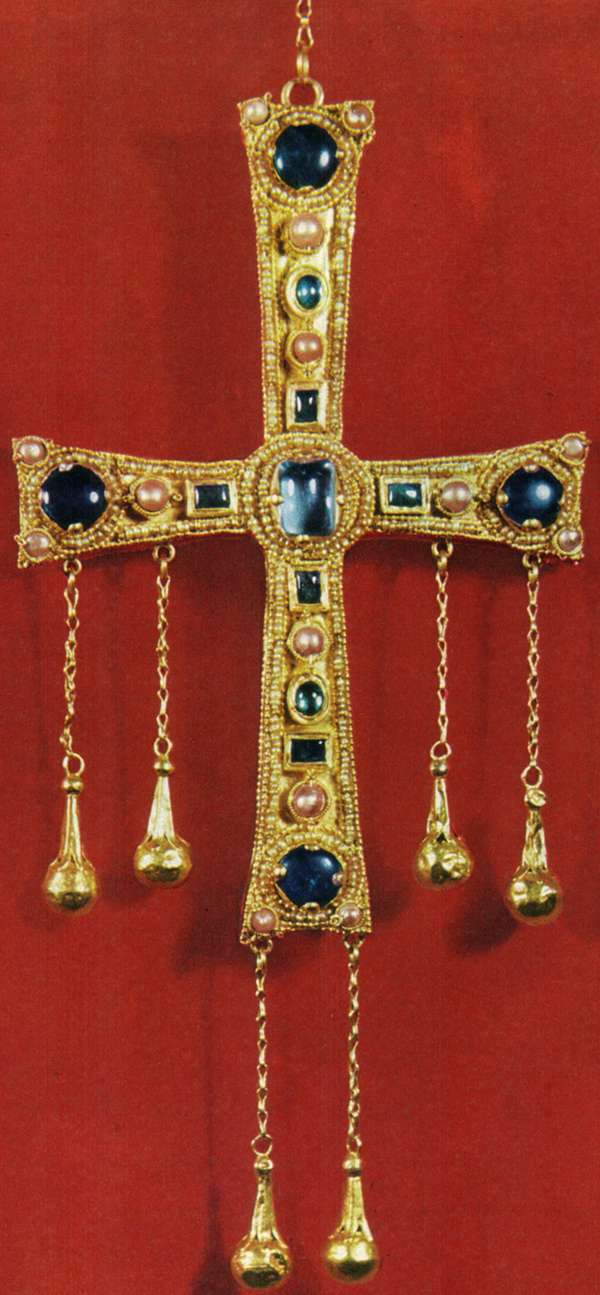
Croce di Agilulfo, Museo e tesoro del duomo di Monza

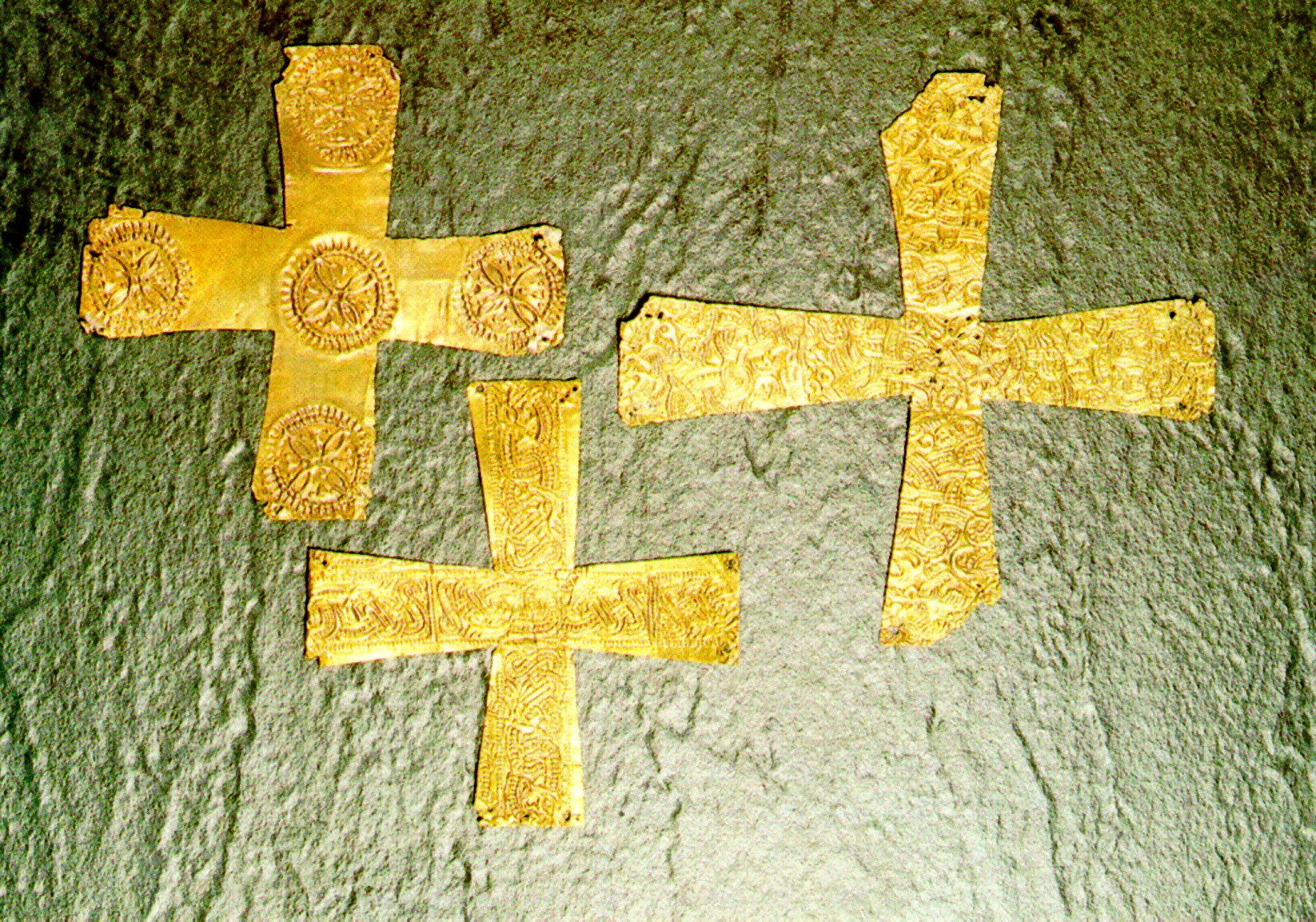
Crocette sbalzate in lamina d'oro longobarde, Civico museo archeologico di Bergamo

L'oreficeria longobarda è la testimonianza artistica della quale ci sono arrivate le più note e abbondanti testimonianze dell'arte longobarda.

## Storia
Già prima della discesa in Italia (568) la principale espressione artistica dei Longobardi era legata all'arte orafa, e fonde le tradizioni germaniche con influenze tardo romane della provincia della Pannonia. 
Risalgono a questo periodo iniziale le crocette in lamina d'oro sbalzate, secondo una tipologia di origine bizantina, usate come applicazioni sull'abbigliamento, che negli esemplari più antichi presentano figure di animali stilizzati ma riconoscibili, mentre in seguito sono decorate da intricati elementi vegetali all'interno dei quali compaiono talvolta figurine zoomorfe. Analoga decorazione presentano le grandi fibule del VI secolo trovate a Nocera Umbra. Nello stesso periodo a Cividale del Friuli si diffuse una tipologia di crocette con l'Imago Christi, piccole teste stilizzate di Cristo, con i capelli lunghi o barbuto, al centro delle croci, o addirittura ripetute nei bracci a intervallare le pietre, come nella Croce di Gisulfo al Museo Archeologico Nazionale di Cividale. 
Nel corso del VII secolo, di pari passo con la conversione al Cristianesimo dei Longobardi, le crocette presero il posto delle monete bratteate di ascendenza germanica, già ampiamente diffuse come amuleti. Le croci che le sostituirono mantennero, accanto a quello devozionale cristiano, lo stesso valore propiziatorio; dal punto di vista formale, mostrano elementi ornamentali che rielaborano antichi elementi provenienti dalla mitologia pagana (segno di una fase sincretista nel passaggio dal paganesimo al cristianesimo).
Nei primi decenni dell'occupazione longobarda ci fu un abbandono degli stilemi tardo antichi, dovuto anche allo spopolamento delle città, testimoniato da pochi ma eloquenti reperti, dove si ritrova uno stile completamente nuovo rispetto al passato. Predominarono gli elementi della tradizione germanica, soprattutto bestie mostruose che testimoniano la percezione di una natura ostile e minacciosa.
Nel VII secolo continuò la produzione di croci di lamina d'oro sbalzate, alle quali si aggiunsero anche i primi esempi di monetazione ed alcuni anelli-sigillo con testine umane e lettere latine. Altre tipologie lavorate sono orecchini, guarnizioni da fodero in lamina d'oro lavorata a giorno degli scramasax (la tipica spada longobarda, corta e dritta a un solo taglio), guarnizioni di sella, piatti di legatura e reliquiari.
A partire dall’VIII secolo, l’arte longobarda conobbe di una fase di grande fioritura, che diede origine a un periodo definito dagli studiosi della “rinascenza liutprandea”, sottolineando così la ripresa di modelli di età romana, le influenze bizantine e il legame (non diretto ma solo di contemporaneità) tra il filone artistico e re Liutprando. Tale filone artistico influenzò anche l’oreficeria, che cominciò a distaccarsi dalle tradizioni decorative germaniche, riprendendo (reinterpretandoli) temi della cultura classica e bizantina. Testimonianza di questo passaggio è la cassetta argentea delle reliquie di Sant’Agostino custodita nella basilica di San Pietro in Ciel d’Oro a Pavia. La cassetta, di forma rettangolare, è formata da lamine sulle quali sono applicate crocette in argento dorato, ornate con rosette e l’immagine clipeata di Cristo, di gusto tardoantico e bizantino, lontanissime, nello stile, dalla precedenti crocette auree di tradizione germanica, generalmente decorate con motivi a intrecci zoomorfi.

## Opere
Rientrano nella produzione di alto livello le croci gemmate, come la Croce di Adaloaldo dell'inizio del VII secolo (Museo Serpero di Monza) , con pietre dure e di varie dimensioni incastonate a freddo in maniera simmetrica lungo i bracci, e la copertura dell'Evangeliario di Teodolinda (Monza, Tesoro della basilica di San Giovanni Battista), dove sulle placche d'oro sono sbalzate due croci con un motivo decorativo simile, e che fu donato a Teodolinda da papa Gregorio I nel 603. Era in uso anche una tecnica di incastonatura a caldo, dove si usavano pietre e paste vitree fuse e versate in una fitta rete di alveoli.
Altri capolavori, sebbene di datazione più discussa, sono la Chioccia con i pulcini o la Corona ferrea.

### Galleria d'immagini

La Corona ferrea, Museo e tesoro del duomo di Monza
Croce di Adaloaldo in oro e cristallo, Museo e tesoro del duomo di Monza
Evangeliario di Teodolinda, 603, Museo e tesoro del duomo di Monza
Croce nastriforme, VII secolo, 10 cm, Museo di Castelvecchio, Verona
Anello-sigillo di Trezzo d'Adda, VIII secolo, Milano
Fibula, VII secolo, 7 cm, Museo archeologico nazionale di Parma
Lastrina dello Scudo di Stabio, VII secolo, bronzo dorato, Historisches Museum di Berna
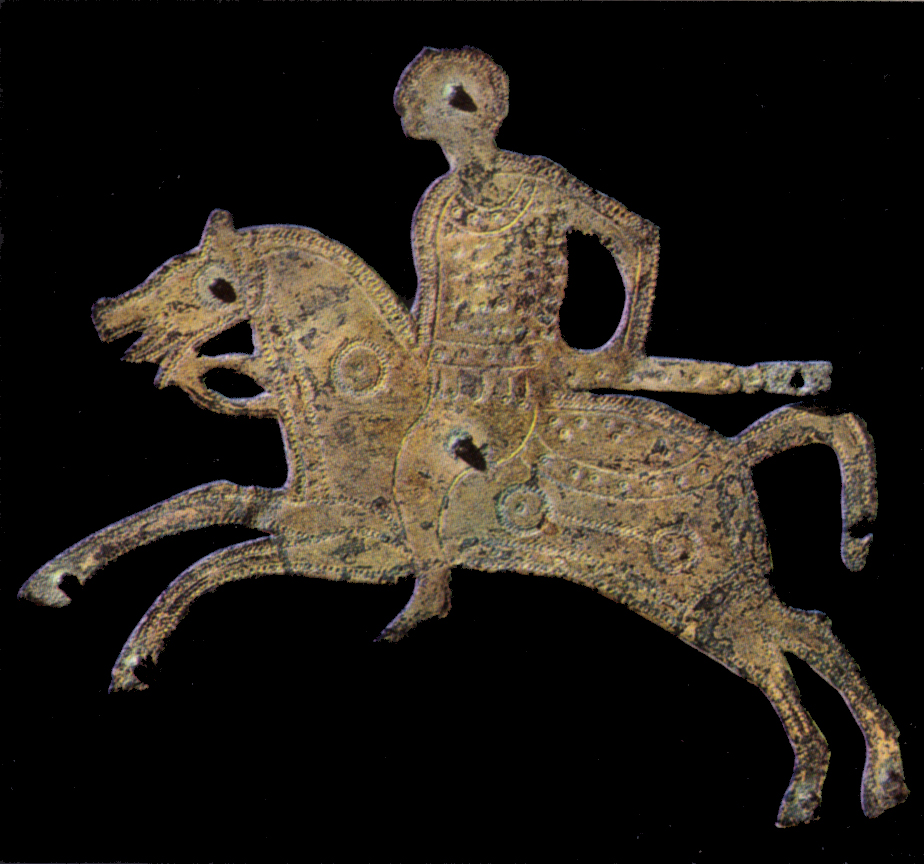
Lastrina dello Scudo di Stabio, VII secolo, bronzo dorato, Historisches Museum di Berna
Ornamento di una sella in lamina d'oro longobarda, Museo dell'Alto Medioevo di Roma
Fibula di Nocera Umbra, 18,7 cm, Museo dell'Alto Medioevo di Roma
Croce di Gisulfo, VII secolo, 11 cm, Museo archeologico nazionale di Cividale del Friuli
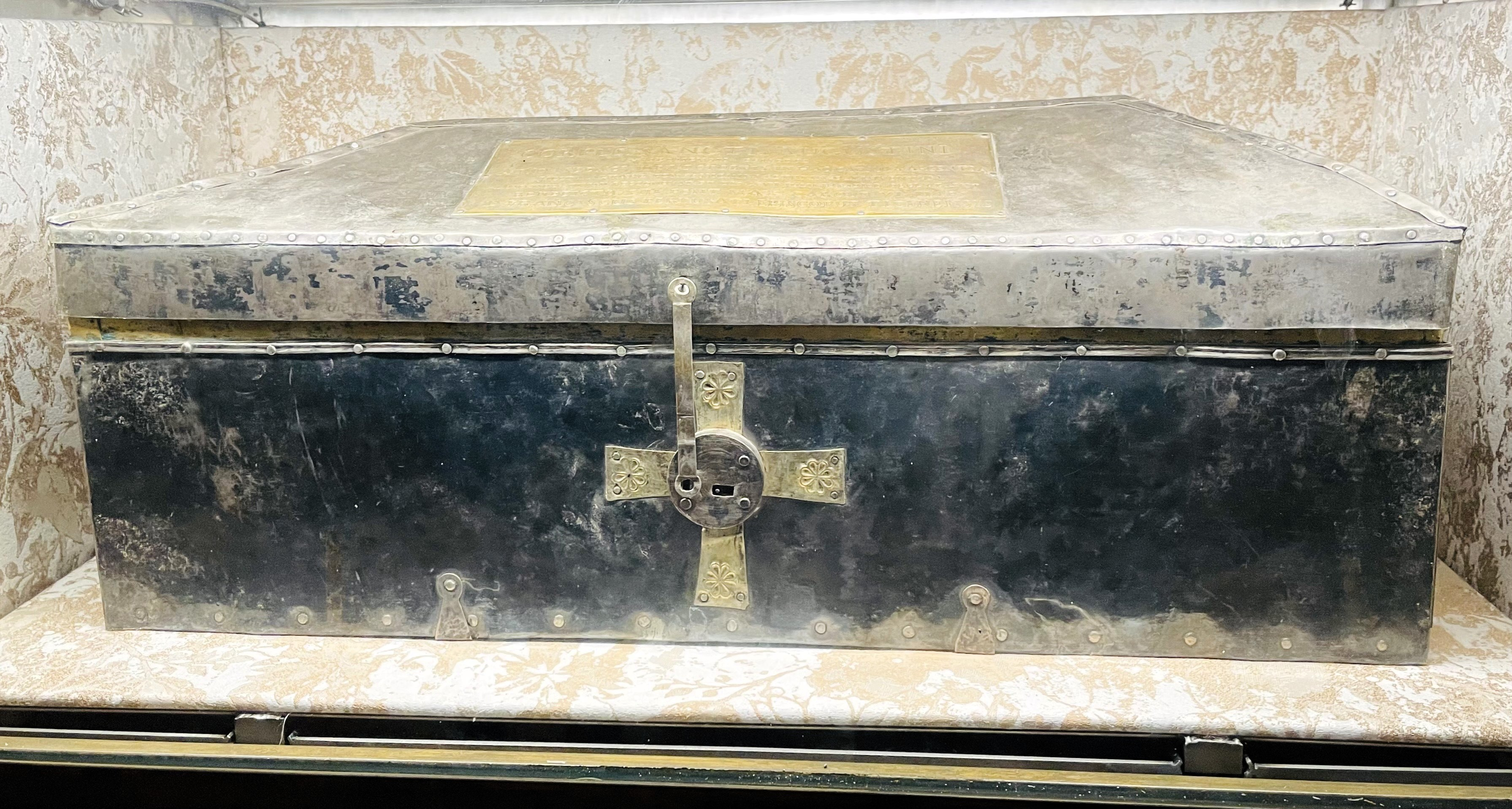
Cassetta reliquiario di sant'Agostino, 725 circa, basilica di San Pietro in Ciel d'Oro di Pavia